# فرارفت

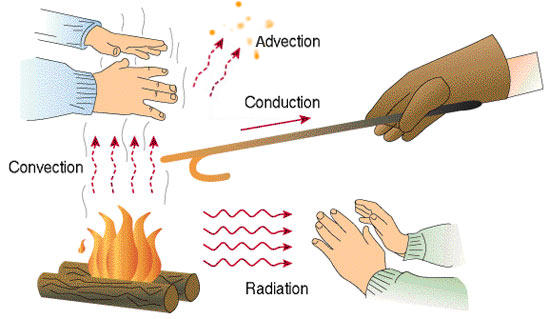
چهار حالت اساسی انتقال حرارت که با آتش هیزم نشان داده شده‌است

 فرارفت  (به فرانسوی: advection)، انتقال یک ماده یا کمیت همراه با حرکت توده‌ای یک سیال می‌باشد. کمیاتی که همراه ماده منتقل می‌شوند خواص پایسته همانند انرژی هستند. مثالی از فرارفت، جابه جایی آلاینده یا گل و لای در یک رودخانه از طریق جریان سیال توده ای آب است. مثال رایج دیگر، انرژی یا انتالپی است. در اینجا منظور از سیال هر ماده دارای انرژی گرمایی مانند آب یا هوا است.
سیال در طی فرارفت برخی کمیت‌های پایسته یا مواد را منتقل می‌کند. حر کت سیال به صورت یک میدان برداری در ریاضیات توصیف می‌شود. ماده منتقل شده یا یک میدان اسکالر که نشان دهنده توزیع آن در فضا است، توصیف می‌شود. در فرارفت حتماً باید جریانی در سیال وجود داشته باشد. به این دلیل، در اجسام صلب انتقال رخ نمی‌دهد. فرارفت، جابه جایی ماده در فرایندهای پخش مولکولی را شامل نمی‌شود.
در هواشناسی و اقیانوس‌شناسی فیزیکی، فرارفت اغلب به به جابه جایی برخی خواص اتمسفر یا اقیانوس از قبیل گرما، رطوبت، … اشاره دارد. فرارفت برای تشکیل ابرهای باران زا اهمیت دارد.

### واژگان
فرارفت توسط فرهنگستان تصویب شده‌است، اما در متون علمی و فنی به صورت‌های زیر نیز به کار رفته‌است:
- انتقال افقی
- وزش
- ادوکسیون
- انتقال در متون فیزیک

## تفاوت بین فرارفت و همرفت
فرارفت گاهی اوقات با فرایند فراگیرتر همرفت، که ترکیبی از انتقال فرارفتی و انتقال انتشاری است، اشتباه گرفته می‌شود.
واژه انتقال گاهی هم‌معنی همرفت به کار می‌رود. با این حال از نظر فنی، همرفت نوعی جابه جایی شامل هم انتقال و هم انتشار است. جابه جایی انتقالی حرکت برخی چیزها را با جریان توده ای مانند جریان رودخانه را توصیف می‌کند.

## هواشناسی
در هواشناسی و اقیانوس‌شناسی فیزیکی، منظور از انتقال جابه جایی افقی برخی خصوصیات اتمسفر یا اقیانوس، از قبیل گرما، رطوبت یا Salinity است و همرفت عموماً به جابه جایی عمودی (انتقال عمودی) اشاره دارد.

## ریاضیات انتقال
معادله انتقال یک معادله دیفرانسیل جزئی است که حرکت یک میدان اسکار پایسته را وقتی با یک میدان برداری سرعت منتقل می‌شود را توصیف می‌کند. این معادله از قانون پایستگی میدان اسکالر همراه با قضیه گاوس به دست می‌آید.
یک مثال روشن از انتقال، جابه جایی جوهر است که در رودخانه پخش می‌شود. رودخانه که جریان دارد، جوهر از طریق انتقال به پایین دست رودخانه حرکت می‌کند. جابه جایی آب جوهر را هم جابه‌جا می‌کند. اگر جوهر به دیاچه ساکن بدون جریان آب اضافه شود جوهر از نقطه منبع به اطراف آن در آب پراکنده می‌شود. در این حالت انتقال گفته نمی‌شود بلکه این حالت پخش است و نوعی همرفت رخ می‌دهد.

### معادله انتقال
در مختصات دکارتی، عملگر انتقال به صورت زیر است
{\displaystyle \mathbf {u} \cdot \nabla =u_{x}{\frac {\partial }{\partial x}}+u_{y}{\frac {\partial }{\partial y}}+u_{z}{\frac {\partial }{\partial z}}}.